# Матрёниха
Матрениха — деревня в Великоустюгском районе Вологодской области.
Входит в состав Самотовинского сельского поселения, с точки зрения административно-территориального деления — в Самотовинский сельсовет.
Расстояние по автодороге до районного центра Великого Устюга — 9 км, до центра муниципального образования Новатора — 2 км. Ближайшие населённые пункты — Чернятино, Подсосенье, Торопово, Опалипсово, Осиново, Сычугово.
По данным переписи в 2002 году постоянного населения не было.